# Salisbury (Connecticut)
Pour les articles homonymes, voir Salisbury.
Salisbury est une ville située dans le comté de Litchfield, dans l'État du Connecticut (États-Unis). Lors du recensement de 2010, Salisbury avait une population totale de 3 741 habitants.

## Géographie
Selon le Bureau du recensement des États-Unis, la superficie de la municipalité est de 60,08 milles carrés (155,61 km2), dont 57,24 milles carrés (148,25 km2) de terres et 2,83 milles carrés (7,33 km2) de plans d'eau (soit 4,69 %).

## Histoire
D'abord appelée Weatogue, la ville est nommée en référence à la ville anglaise de Salisbury, d'où était originaire la famille du pasteur local. Salisbury devient une municipalité en 1741.

## Démographie
D'après le recensement de 2000, il y avait 3 977 habitants, 1 737 ménages, et 1 042 familles dans la ville. La densité de population était de 26,8 hab/km2. Il y avait 2 410 maisons avec une densité de 16,2 maisons/km2. La composition ethnique de la population était : 95,75 % blancs ; 1,66 % noirs ; 0,33 % amérindiens ; 0,96 % asiatiques ; 0,00 % natifs des îles du Pacifique ; 0,45 % des autres races ; 0,85 % de deux ou plus races. 1,53 % de la population était hispanique ou Latino de n'importe quelle race.
Il y avait 1 737 ménages, dont 25,5 % avaient des enfants de moins de 18 ans, 50,4 % étaient des couples mariés, 7,2 % avaient une femme qui était parent isolé, et 40,0 % étaient des ménages non-familiaux. 33,7 % des ménages étaient constitués de personnes seules et 15,3 % de personnes seules de 65 ans ou plus. Le ménage moyen comportait 2,19 personnes et la famille moyenne avait 2,81 personnes.
Dans la ville la pyramide des âges était 22,4 % en dessous de 18 ans, 3,7 % de 18 à 24, 20,4 % de 25 à 44, 31,9 % de 45 à 64, et 21,6 % qui avaient 65 ans ou plus. L'âge médian était 47 ans. Pour 100 femmes, il y avait 89,2 hommes. Pour 100 femmes de 18 ans ou plus, il y avait 83,4 hommes.
Le revenu médian par ménage de la ville était 53 051 dollars US et le revenu médian par famille était 69 152 $. Les hommes avaient un revenu médian de 43 807 $ contre 29 861 $ pour les femmes. Le revenu par habitant de la ville était 38 752 $. 7,8 % des habitants et 4,9 % des familles vivaient sous le seuil de pauvreté. 7,6 % des personnes de moins de 18 ans et 2,6 % des personnes de plus de 65 ans vivaient sous le seuil de pauvreté.
| 1820  | 1850  | 1860  | 1870  | 1880  | 1890  |
| ----- | ----- | ----- | ----- | ----- | ----- |
| 2 695 | 3 103 | 3 100 | 3 303 | 3 715 | 3 420 |

| 1900  | 1910  | 1920  | 1930  | 1940  | 1950  |
| ----- | ----- | ----- | ----- | ----- | ----- |
| 3 489 | 3 522 | 2 497 | 2 767 | 3 030 | 3 132 |

| 1960  | 1970  | 1980  | 1990  | 2000  | 2010  |
| ----- | ----- | ----- | ----- | ----- | ----- |
| 3 309 | 3 573 | 3 896 | 4 090 | 3 977 | 3 741 |

## Personnalités
- Richmond Landon (1898-1971), champion olympique du saut en hauteur en 1920.
- Levi Suydam (19e siècle), personne intersexe.